# Rubus pectinellus
Rubus pectinellus är en rosväxtart som beskrevs av Carl Maximowicz. Rubus pectinellus ingår i släktet rubusar, och familjen rosväxter. Inga underarter finns listade i Catalogue of Life.

## Bildgalleri

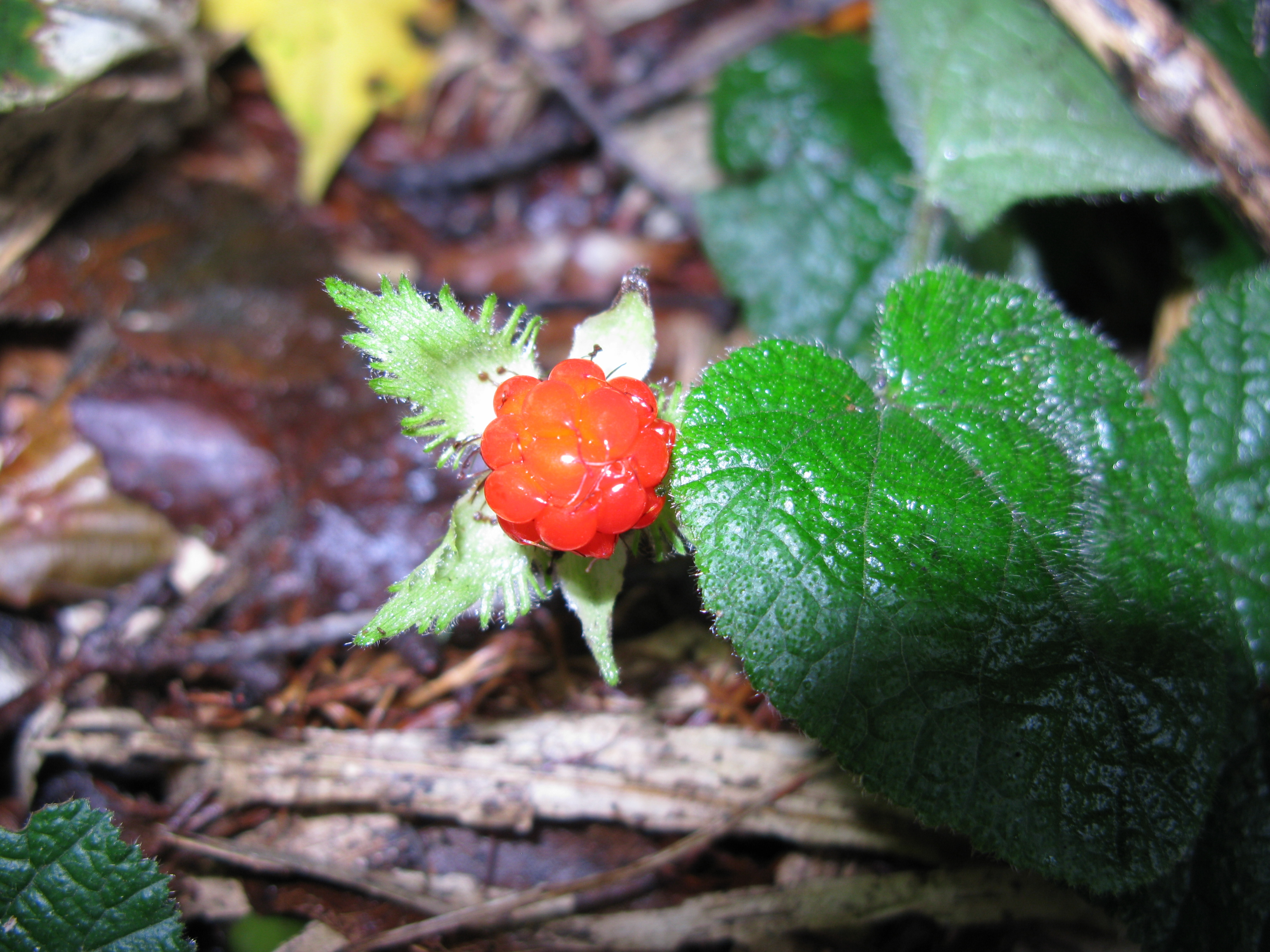